# Locomotief-Vredestein

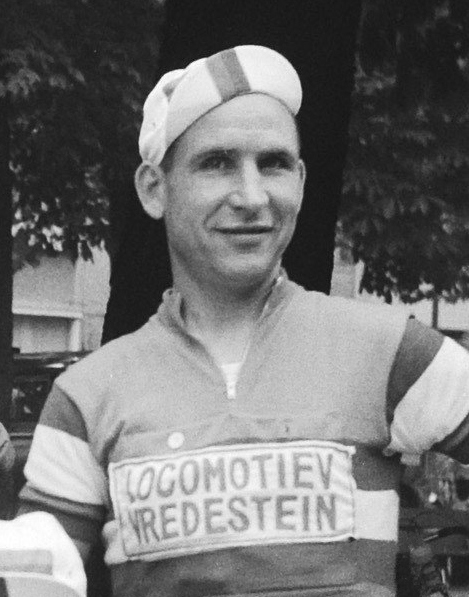
Wim van Est in 1960 voor Locomotief-Vredestein

Locomotief-Vredestein was een Nederlandse wielerploeg, actief in de jaren 50 en 60 van de 20e eeuw. De ploeg werd in 1951 opgericht.  
Bekende renners waren Wim van Est, Wout Wagtmans, Daan de Groot en Gerrit Voorting. Kees Pellenaars was de ploegleider in de jaren 50, Jefke Janssen in de jaren 60.
Van Est won voor Locomotief onder meer de Ronde van Nederland en werd meerdere malen kampioen van Nederland. Net als Wagtmans was hij een sterke ronderenner. Samen bereikten ze etappezeges en mooie eindklasseringen in de Ronde van Frankrijk en Ronde van Italië. Ook De Groot en Voorting wonnen een Tour-etappe voor Locomotief.